# Confédération Africaine d’Athlétisme
Die Confédération Africaine d’Athlétisme (CAA), auch englisch Confederation of African Athletics, ist der Kontinentalverband der afrikanischen Leichtathletik-Landesverbände. Die CAA ist Teil von World Athletics. Derzeit hat die CAA 54 Mitglieder und ist Ausrichter der Leichtathletik-Afrikameisterschaften, die alle zwei Jahre ausgetragen werden. Ihren Sitz hat die CAA in der senegalesischen Hauptstadt Dakar.

## Der Rat
Das CAA-Council besteht aus:
- dem Rat, der für die Umsetzung der Beschlüsse des Kongresses verantwortlich ist und sich aus
  - dem Präsidenten,
  - einem Senior-Vizepräsidenten,
  - fünf Vizepräsidenten
  - acht Ehrenmitglieder
  - Athletenvertretern
  - einem Vorstandsvorsitzenden
  - und 10 anderen Mitgliedern zusammensetzt; die Amtszeit beträgt vier Jahre.

Ehrenmitglieder:
| Land         | Name                        |
| ------------ | --------------------------- |
| Senegal      | Lamine Diack                |
| Mali         | Idrissa Bah                 |
| Ägypten      | Alaa Gheita                 |
| Tunesien     | Khaled Amara                |
| Algerien     | Abderrahmane Belaid         |
| Mosambik     | Sarifa Abdul Magide Fagilde |
| Seychellen   | Giovanna Rousseau           |
| Burkina Faso | Komyaba Pascal Sawadogo     |

## Präsidium
Präsident ist seit 2003 Hamad Kalkaba Malboum aus Kamerun, der den langzeitigen Präsidenten Lamine Diack aus Senegal ablöste, der zum Präsidenten der IAAF gewählt wurde. In der Periode 2019 bis 2023 sind folgende Personen Teil des Präsidiums:
| Amt                  | Land                         | Name                      |
| -------------------- | ---------------------------- | ------------------------- |
| Präsident            | Kamerun                      | Hamad Kalkaba Malboum     |
| Senior-Vizepräsident | Kenia                        | Jackson Tuwei             |
| Vizepräsident        | Botswana                     | Moses Bantsi              |
| Vizepräsident        | Algerien                     | Abdelhakim Dib            |
| Vizepräsident        | Zentralafrikanische Republik | Bruno Konga               |
| Vizepräsidentin      | Mali                         | Mme Sangaré Aminata Kéïta |
| Vizepräsident        | Nigeria                      | Ibrahim Shehu Gusau       |

Präsidenten:
- 1973–2003: Lamine Diack ( SEN)
- seit 2003: Hamad Kalkaba Malboum ( CMR)

## Veranstaltungen
Seit 1979 richtet der afrikanische Verband zuerst im Drei-Jahre-Rhythmus, ab 1990 alle zwei Jahre die Leichtathletik-Afrikameisterschaften aus. Zusätzlich werden seit 1994 auch die Juniorenafrikameisterschaften für Athletinnen und Athleten unter 20 Jahren veranstaltet, sowie seit 2013 auch die Jugendafrikameisterschaften, die die U18-Altersklasse repräsentiert.

## Mitgliedsverbände der CAA
Seit 2014 sind die einzelnen Verbände in eigene Suborganisationen gegliedert, die ihrerseits regionale Aufgaben und Meisterschaften übernehmen.
| Nord-Region                               | West-Region                               | Ost-Region                             | Zentral-Region                         | Süd-Region                            |
| ----------------------------------------- | ----------------------------------------- | -------------------------------------- | -------------------------------------- | ------------------------------------- |
| Fédération Algérienne d’Athlétisme        | Fédération Béninoise d’Athlétisme Amateur | Egyptian Athletic Federation           | Federacion Ecuatoguineana de Atletismo | Federação Angolana de Atletismo       |
| Libya Amateur Athletic Federation         | Fédération Burkinabe d’Athlétisme         | Ethiopian Athletics Federation         | Fédération d’Athlétisme du Burundi     | Botswana Athletics Association        |
| Fédération Royale Marocaine d’Athlétisme  | Fédération Ivoirienne d’Athlétisme        | Fédération Djiboutienne d’Athlétisme   | Fédération gabonaise d’athlétisme      | Eswatini Athletics Association        |
| Fédération Tunisienne d’Athlétisme        | Gambia Athletics Association              | Eritrean National Athletics Federation | Fédération camerounaise d’athlétisme   | Fédération comorienne d’athlétisme    |
|                                           | Ghana Athletics Association               | Athletics Kenya                        | Federation congolaise d’athlétisme     | Lesotho Amateur Athletics Association |
| Fédération Guinéenne d’Athlétisme Amateur | Somali Athletics Federation               | Fédération d’athlétisme du Congo       | Fédération malagasy d’athlétisme       |                                       |
| Federacao de Atletismo da Guinea-Bissau   | Sudan Athletic Association                | Fédération rwandaise d’athlétisme      | Athletics Association of Malawi        |                                       |
| Federação Caboverdiana de Atletismo       | South Sudan Athletics Federation          | Federação Santomense de Atletismo      | Federação Moçambicana de Atletismo     |                                       |
| Liberia Track & Field Federation          | Tanzania Amateur Athletic Association     | Federation tchadienne d’athlétisme     | Mauritius Athletics Association        |                                       |
| Fédération Malienne d’Athlétisme          | Uganda Amateur Athletics Federation       | Fédération centrafricaine d’athlétisme | Athletics Namibia                      |                                       |
| Federation d’Athletisme R.I Mauritanie    |                                           |                                        | Zambia Amateur Athletic Association    |                                       |
| Fédération Nigerienne d’Athlétisme        | Seychelles Athletics Federation           |                                        |                                        |                                       |
| Athletic Federation of Nigeria            | National Athletic Association of Zimbabwe |                                        |                                        |                                       |
| Fédération Sénégalaise d’Athlétisme       | Athletics South Africa                    |                                        |                                        |                                       |
| Sierra Leone Amateur Athletic Association |                                           |                                        |                                        |                                       |
| Fédération Togolaise d’Athlétisme         |                                           |                                        |                                        |                                       |